# 뮤직OMH

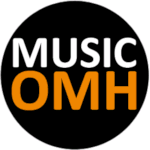
뮤직OMH의 로고

뮤직OMH(영어: MusicOMH)는 런던을 기반으로 하고 있는 온라인 음악 잡지이다. 클래식, 메탈, 록, R&B 등 모든 장르에 대한 독립적인 평론, 특집 기사 및 인터뷰를 게시한다.

## 역사
뮤직OMH는 1999년 초대 편집장 마이클 허버드가 설립했다. 처음에는 음악 뿐만 아니라 예술의 다양한 분야를 전반적으로 다루었으나 2011년 2월을 기점으로 음악에 대한 글만 쓰는 것으로 초점을 맞추면서 극장 분야는 Exuent 잡지로 분리됐다.

## 주요 기능
뮤직OMH의 음악 콘텐츠는 음반, 공연, 트랙 및 페스티벌에 대한 리뷰와 특집 기사, 인터뷰, 블로그 게시물 등이 있다. 일반적으로 팝, 전자 음악, 클래식, 메탈, 록, R&B를 포함하는 광범위한 장르를 다루고 있으며, 데일리 텔레그래프, 인디펜던트 및 BBC 등의 매체에서 인용되었다. 또한 메타크리틱이 모으는 음악 리뷰 소스 중 하나로 사용되고 있다.
20년 동안 뮤직OMH는 베이스먼트 잭스, 마이크 스노, 제이Z 등 많은 인터뷰를 진행했다.

## 수상
인디펜던트는 2009년 10월 뮤직OMH를 "영국 중심적이고, 접근하기 쉬우며, 소박"하다고 묘사하며 최고의 음악 웹사이트 25개 중 하나로 선정했다. 또한 2009년부터 2011년까지 레코드 오브 더 데이 어워드에 최우수 디지털 출판물(Best Digital Publication) 후보에 올랐다.

## 같이 보기
- 컨시퀀스
- 드로운드 인 사운드
- 더 라인 오브 베스트 핏